# Torres Torres
Torres Torres és un municipi del País Valencià situat a la comarca del Camp de Morvedre.
Limita amb els municipis d'Estivella, Sagunt i Algímia d'Alfara (en la mateixa comarca), Sogorb (en l'Alt Palància) i Serra (en el Camp de Túria).

## Geografia
Situada en un terreny completament pla envoltat de camps de regadiu en la vall mitjana del riu Palància i en els confins de la província de València, fitant amb la de Castelló. El riu Palància banya la part oriental del terme i marca la frontera amb Sagunt. El terreny és allí més o menys pla i es manté a una altitud mitjana de 160 msnm. Cap al costat occidental, el terreny comença a elevar-se i es fa més accidentat: en l'Alt de la Nevera (714 m), cim comarcal i fita amb els termes de Serra i Sogorb; el tossal de la Pedrera (276 m), el Benalta, la Cova de les Rates, la Muntanyeta de la Font de Ton Ferrer o la Pedra Campana.

## Història
Hi ha jaciments del Bronze valencià en la partida del Raboser, així com ruïnes d'època romana, com ara el pont conegut com el Pas de Terol. Malgrat això, pareix que el seu origen és musulmà. Jaume I (1208-1276) va conquistar-la i, juntament amb Algímia d'Alfara i Alfara de la Baronia, va conformar la baronia de Torres Torres, habitada per moriscs, que va ser donada, l'any 1271, a Beltran de Bellpuig. En 1278 s'establiren els límits territorials entre la baronia de Torres Torres, la d'Algar i el convent de Santa Maria d'Arguines. Durant l'edat mitjana tingué plets amb Sagunt, sobretot propiciats per l'aprofitament de les aigües de la séquia Major de Morvedre. En 1445 el senyoriu fou venut per un altre Beltran de Bellpuig a Joan de Vallterra. La sagnia demogràfica de 1609 no va requerir nova carta de poblament, al contrari que en la majoria de poblacions morisques valencianes. En el segle xviii canviarà el senyoriu dels Vallterra a la família Castellví.

## Demografia
| 1990 | 1992 | 1994 | 1996 | 1998 | 2000 | 2002 | 2004 | 2005 | 2007 | 2011 |
| ---- | ---- | ---- | ---- | ---- | ---- | ---- | ---- | ---- | ---- | ---- |
| 410  | 376  | 401  | 417  | 415  | 435  | 458  | 492  | 518  | 509  | 602  |

## Política i govern

### Composició de la Corporació Municipal
El Ple de l'Ajuntament està format per 7 regidors. En les eleccions municipals de 26 de maig de 2019 foren elegits 2 regidors del Partit Popular (PP), 2 de Tot per Torres Torres (TPTT), 2 del Partit Socialista del País Valencià (PSPV-PSOE) i 1 de Compromís per Torres Torres (Compromís).
| Eleccions municipals de 26 de maig de 2019 - Torres Torres                                                                                        |                                          |                                     |                                     |      |          |          |
| Candidatura | Candidatura                              | Candidatura                         | Cap de llista                       | Vots | Vots     | Regidors |
| | Partit Popular                           |                                     | Víctor Mateu Ocón                   | 148  | 35,32%   | 2 (-1)   |
| | Tot per Torres Torres                    |                                     | María Amparo Bolós Andreu           | 106  | 25,30%   | 2 (+2)   |
| | Partit Socialista del País Valencià-PSOE |                                     | Ángeles Vilar Gómez                 | 99   | 23,63%   | 2 ()     |
| | Compromís per Torres Torres              |                                     | Jaime Olmos Piñar                   | 58   | 13,84%   | 1 (-1)   |
| | Vots en blanc                            |                                     |                                     | 8    | 1,91%    |          |
| Total vots vàlids i regidors | Total vots vàlids i regidors             | Total vots vàlids i regidors        | Total vots vàlids i regidors        | 419  | 100 %    | 7        |
| | Vots nuls                                | Vots nuls                           | Vots nuls                           | 7    | 1,64%    |          |
| Participació (vots vàlids més nuls) | Participació (vots vàlids més nuls)      | Participació (vots vàlids més nuls) | Participació (vots vàlids més nuls) | 426  | 78,17%** |          |
| Abstenció | Abstenció                                | Abstenció                           | Abstenció                           | 119* | 21,83%** |          |
| Total cens electoral | Total cens electoral                     | Total cens electoral                | Total cens electoral                | 545* | 100 %**  |          |
| Alcalde: Víctor Mateu Ocón (PP) (15/06/2019) Per ser la llista més votada, després de no haver obtingut majoria absoluta dels regidors (2 del PP) |                                          |                                     |                                     |      |          |          |
| Fonts: JEC, JEZ Sagunt, M. Interior, Periòdic Ara. (* No són vots sinó electors. ** Percentatge respecte del cens electoral.)                     |                                          |                                     |                                     |      |          |          |

### Alcaldes
Des de 2020 l'alcaldessa de Torres Torres és Amparo Bolós Mateu de Tot per Torres Torres (TPTT).
| Període                       | Alcalde o alcaldessa                   | Partit polític | Data de possessió     | Observacions         |
| ----------------------------- | -------------------------------------- | -------------- | --------------------- | -------------------- |
| 1979–1983                     | Adolfo Ballester Mestre                | UCD            | 19/04/1979            | --                   |
| 1983–1987                     | Vicente Martí Seguí                    | PSPV-PSOE      | 28/05/1983            | --                   |
| 1987–1991                     | Vicente Martí Seguí                    | PSPV-PSOE      | 30/06/1987            | --                   |
| 1991–1995                     | Vicente Martí Seguí                    | PSPV-PSOE      | 15/06/1991            | --                   |
| 1995–1999                     | Vicente Martí Seguí                    | PSPV-PSOE      | 17/06/1995            | --                   |
| 1999–2003                     | Agustín Melchor Poyo                   | PP             | 03/07/1999            | --                   |
| 2003–2007                     | Agustín Melchor Poyo                   | PP             | 14/06/2003            | --                   |
| 2007–2011                     | Agustín Melchor Poyo                   | PP             | 16/06/2007            | --                   |
| 2011–2015                     | Alfonso Guillem Moliner                | PP             | 11/06/2011            | --                   |
| 2015–2019                     | Rafael Gil Ballester Víctor Mateu Ocón | PSPV-PSOE PP   | 13/06/2015 05/10/2018 | Dimissió/renúncia -- |
| 2019-2023                     | Víctor Mateu Ocón Amparo Bolós Andreu  | PP TPTT        | 15/06/2019 21/02/2020 | Moció de censura --  |
| Des de 2023                   | n/d                                    | n/d            | 17/06/2023            | --                   |
| Fonts: Generalitat Valenciana |                                        |                |                       |                      |

## Economia
L'economia torrestonera desconeix la indústria, compta amb una insignificant ramaderia i es basa absolutament en l'agricultura de secà: garroferes, ametlers, vinyes i oliveres. També hi ha regadiu, en què predominen els tarongers i altres fruiters.

## Monuments

### Monuments religiosos
- Església de Nostra Senyora dels Àngels, edifici barroc-neoclàssic dels segles XVIII-XIX.
- Ermita de Sant Cristòfol.
- Restes d'una església del segle xiii. Soterrades fa segles i descobertes en 2007.

### Monuments civils
- Castell musulmà, que fou modificat en les guerres carlines i que es troba en mans privades i en estat de ruïna. Es tracta d'una construcció de planta poligonal que disposava de quatre torres en els seus llenços i a l'interior la torre de l'homenatge, si bé solament es conserven dos de les torres i part de la de l'homenatge, de planta rectangular i tres plantes. Són visibles també restes de muralles, aljubs i construccions auxiliars. Com a conseqüència de la seua adaptació per a l'artilleria, s'observen en els llenços la substitució de les espilleres per orificis redons.
- Molins de la Farina i de la Llum.

- Banys àrabs

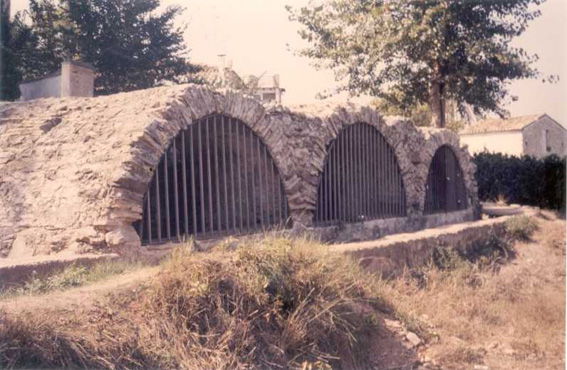
Banys àrabs de Torres Torres

El recinte cobert dels Banys és una planta de forma rectangular que conté tres sales també rectangulars cobertes amb voltes, disposades en paral·lel i en orientació nord-sud, conegudes amb els noms de freda, tèbia i calenta. L'entrada en els Banys es localitzava en el nord. Des del vestíbul s'accedia per una porta de mig punt a la sala freda. La sala freda és la més austera de les tres. La sala tèbia és la de major superfície i amplària. Està dividida en tres parts per mitjà de dos arcs de mig punt fets amb rajoles, que conformen dues alcoves laterals elevades un escaló per damunt de l'espai central. La tercera sala és la calenta i té una superfície d'uns 6,80 x 2,42 m, i es calfa per una cambra subterrània on s'injecta aire calent.
El paviment dels banys és de rajoles cuites disposades en espina de peix. La il·luminació de l'interior s'aconseguix per les llucanes. Són de secció estrelada i troncopiramidals de base en l'intradós de la volta.
L'excavació arqueològica de 2003 ha permés, a més d'oferir una datació més precisa —segle XIV, ja en època cristiana—, documentar les estructures corresponents al vestíbul o sala de descans dels banys. L'estada és de planta quadrada, amb murs perimetrals construïts de tàpia amb crosta de morter.
Tipològicament, els banys de Torres Torres responen al model recurrent al llarg de tota la geografia històrica àrab: tres sales amb una central més ampla. Les llucanes de secció estrelada i forma en tronc de piràmide són estilísticament representatives de l'arquitectura islàmica. El sistema hidràulic, basat particularment en el proveïment de la Séquia Major de Sagunt, podria haver estat complementat per un aljub veí, del qual derivaria el que, concebut per a servei de la població, encara subsistix.

## Festes i celebracions
Les festes patronals de Torres Torres se celebren durant el mes de setembre. En particular, amb independència que durant els dies previs es programen algunes activitats lúdiques de diversa índole, els dies assenyalats com a festius són 8, 9 i 10 de setembre. Encara que la titular de l'església parroquial és Nostra Senyora dels Àngels, la patrona de la localitat és la Verge de la Llet, a qui es dedica la festivitat del dia 8 de setembre, que es considera el dia principal de les festes. El dia 9 de setembre es dedica també a la mare de Déu, sota l'advocació de Verge de la Vallivana, mentre que el dia 10 es dedica la festivitat a la figura de Sant Roc.
Durant el transcurs de les festes patronals se celebra el tradicional ball o revetla del mantó, una revetla tradicional que té la particularitat que totes les dones ixen a ballar abillades amb un mocador de Manila.